# Объединённая великая ложа Англии
Объединённая великая ложа Англии (ОВЛА) (англ. United Grand Lodge of England) — старейшая масонская великая ложа в мире, ведёт свою историю с 24 июня 1717 года, со дня создания Великой ложи в Лондоне и Вестминстере. Объединённая великая ложа Англии — самая большая масонская организация в мире, численность её на 2017 год составляет около 200 000 масонов, объединённых в 7000 лож.

## История

### Первая великая ложа Англии

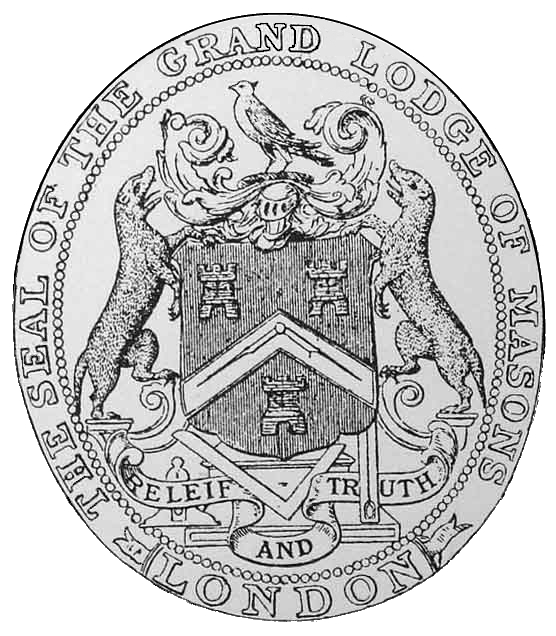
Эмблема Первой великой ложи Англии

Великая ложа была основана вскоре после того, как 1 августа 1714 года на престол взошёл Георг I — первый ганноверский король Королевства Великобритании, который положил конец первому якобинскому восстанию 1715 года.
Официально Великая ложа Англии была основана в Лондоне в день Святого Иоанна Крестителя, 24 июня 1717 года, когда четыре лондонских ложи собрались в таверне «Гусь и Рашпер» во дворе церкви Святого Павла в Лондоне и провозгласили первую в истории великую ложу. Четыре ложи ранее встречались вместе в 1716 году в таверне «Яблочное дерево», где и инсталлировали старейшего мастера-масона на должность мастер ложи. После чего, они провозгласили себя в качестве великой ложи pro Tempore в должной форме. Именно на этой встрече в 1716 году они решили провести ежегодную ассамблею и праздник, а затем выбрать великого мастера из числа самих себя, что они и сделали в следующем году. Все четыре ложи были просто названы в честь общественных мест, где они привыкли встречаться, в «Гусе и Рашпере» в церкви Святого Павла (эта ложа сейчас называется ложей «Античности» № 2); «Корона» в Паркер лейн на Друри лейн; «Таверна Яблочное дерево» на Чарльз стрит, в Ковент Гардене (ложа теперь называется «Стойкости и Старого Камберленда» № 12); и таверна «Кубок и виноград» в Ченел Роу, в Вестминстере (ложа теперь называется «Королевский Сомерсет Хаус и Инвернес ложа» № IV). В то время как три лондонских ложи были в основном действующими ложами, «Кубок и виноград», в Вестминстерском дворце, по-видимому, была в основном ложей принятых и спекулятивных господ-каменщиков.
Новая организация стала известна как Великая ложа Лондона и Вестминстера, и вряд ли в эти ранние дни у её членов было какое-либо стремление быть чем-то другим. Мало что известно о Энтони Сэйере, первом великом мастере. Но следующий, Джордж Пейн, поднялся на высокую должность уполномоченного по налогам. Пейн дважды был великим мастером, в 1718-19 и 1720-21 годах. Один год был великим мастером Джон Теофил Дезагюлье — ученый, священнослужитель и пропагандист идей Исаака Ньютона. После этих первых, каждый великий мастер был дворянином, хотя в эти ранние годы маловероятно, что они были чем-то большим, чем номинальные фигуры. Цель состояла в том, чтобы поднять общественный статус первой великой ложи. В 1725 году, помимо лондонских лож, в нескольких минутах от лож великой ложи появляются ложи в Бате, Бристоле, Норвиче, Чичестере, Честере, Рединге, Госпорте, Кармартене, Солфорде и Уорике и эмбриональные провинциальные великие ложи в Чешире и Южном Уэльсе. Великая ложа стала расширяться за пределы Лондона.
В 1723 году были опубликованы первые конституции Первой великой ложи Англии, их автором стал Джеймс Андерсон. Конституции стали первым документом описывавшим принципы регулирования масонской практики в ложах входивших в Первую великую ложу Англии.
Муниципальные власти Лондона, Лондонская городская корпорация, установили памятную доску около того места, где произошло первое историческое собрание первой великой ложи в 1717 году.

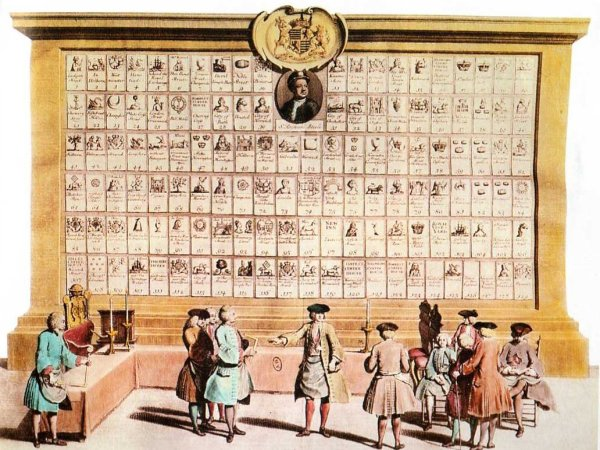
Табель лож аффилированных в великую ложу, 1735 год
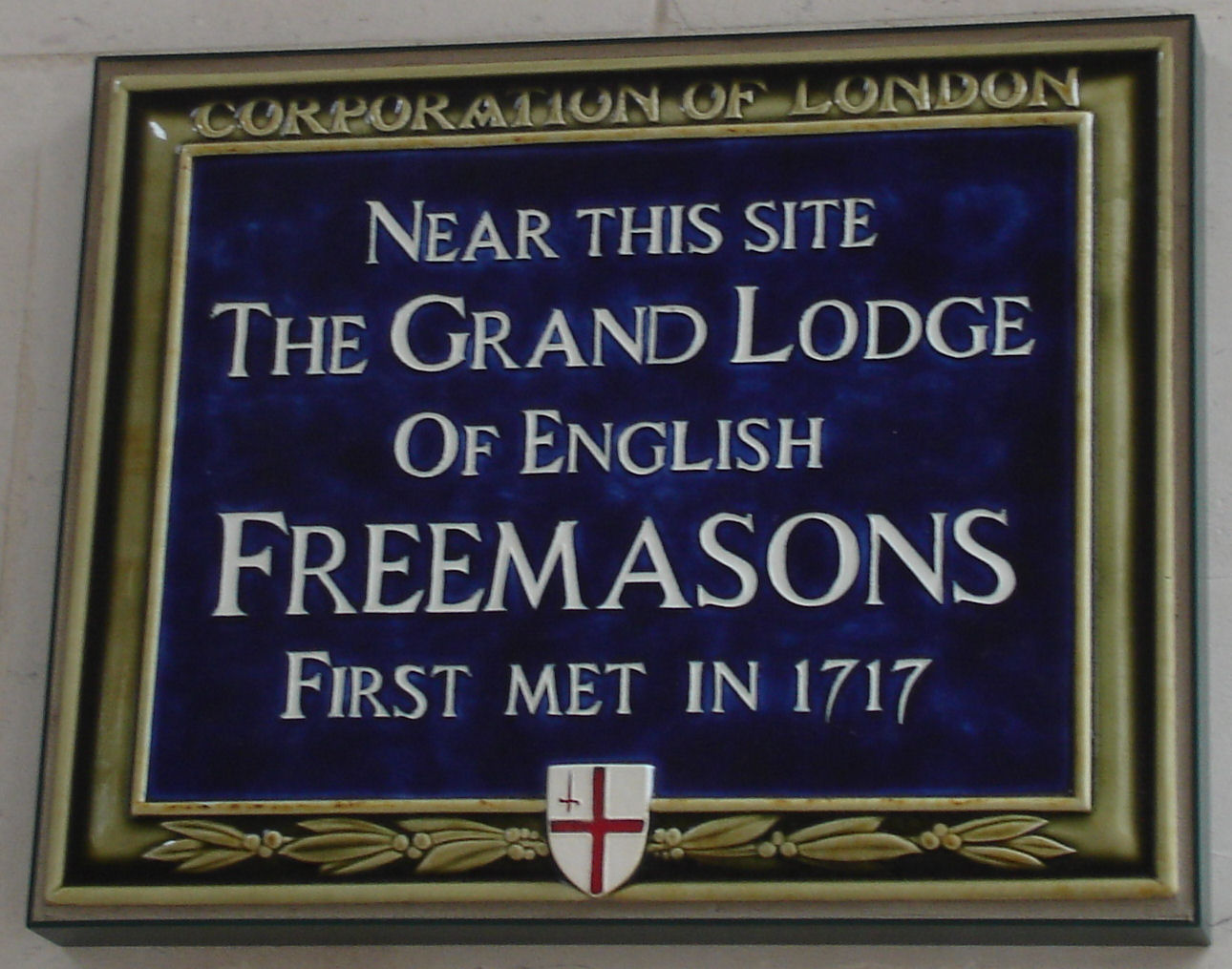
Памятная доска в честь первого собрания Первой великой ложи английских вольных каменщиков в 1717 году

### Древняя великая ложа Англии

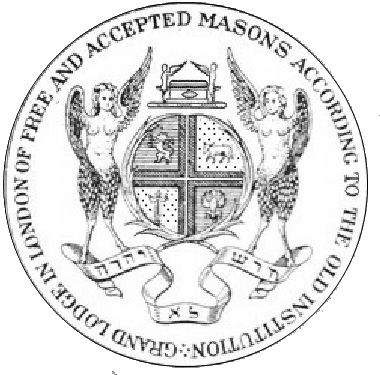
Эмблема Древней великой ложи Англии

В 1751 году группа неаффилированных лож, в основном состоящих из ирландских масонов, сформировала великий комитет того, что станет Самым древним и почётным обществом вольных и принятых каменщиков в соответствии со старыми конституциями, ныне известным как «Древние». Это общество, которое придерживалось того, что считалось более старым и более аутентичным ритуалом, чем Великая ложа Англии, быстро росло под влиянием Лоуренса Дермотта, который был великим секретарем с 1752 по 1771 год, и заместителем великого мастера с перерывами после этого. Это также помогло раннему признанию великих лож Ирландии и Шотландии.
Дермотт написал новую Книгу конституций для ДВЛА, названную Ахиман Резон. Опубликованное в 1756 году, первое издание выразило желание примириться с другой великой ложей. Второе издание, в 1764 году, включило их «неконституционное щегольство». ПВЛА уже упоминалась как «Современные», и Дермотт убедился, что эпитет закрепился, а его собственная великая ложа стала известна истории как «Древние». Последующие издания от Дермотта всё больше выражали презрение «Современным». Проза Дермотта была скучно саркастичной и остроумной. Ахиман Резон хорошо продавался.
Также, в 1764 году ложа эдинбургских масонов, которая только присоединилась в предыдущем году к ПВЛА, отделилась от неё. Эта ложа сыграла важную роль в формировании первого Великого капитула Королевской арки. Среди их членов был Уильям Престон, который в течение десятилетия стал ценным писателем и преподавателем по масонству. Успех в 1770-х годах лекций Престона и его книги под названием «Иллюстрации масонства» привели к его назначению помощником великого секретаря и его избранием мастером ложи «Античность» (ранее «Гусь и Рашпер») и, по общему мнению, самой старой ложей конституционно основанной.
Позиция Престона в качестве помощника великого секретаря позволила ему переписываться с Великой ложей Шотландии, ставя под сомнение законность «Древних». Также его позиция вела к разрыву связей между «Древними» и ВЛШотландии. Это был предсказуемый провал, который ещё больше отравил отношения между двумя лондонскими великими ложами. Огромный приток новых масонов в ложу «Античность» Престона привёл к недовольству среди более старых членов ложи, что привело к конфликту с Престоном и поддерживавшего его великого секретаря Хезелтайна. Когда Престон и ещё несколько человек отправились из церкви в ложу в своих регалиях в одно воскресенье, противники Престона представили это как несанкционированное шествие. Престон неохотно ссылался на приоритет лож незапамятных времён, что повлекло его изгнание из ложи «Античность», из которой он взял с собой половину ложи. Ушедшие объединились с Великой ложей всей Англии в Йорке и в течение десяти лет, с 1779 по 1789 год, стали Великой ложей всей Англии к югу от реки Трент.
В то время как новый великий капитул был создан великим мастером, лорд Блейни встал во главе капитула, а великий секретарь Хезелтайн продолжал писать в провинциальные ложи, уверяя их, что масонство Королевской арки не имеет никакого отношения к ремесленническому масонству, хотя он сам был одним из основателей великого капитула. Томас Данкерли, великий суперинтендант нового великого капитула, имел значительные успехи в распространении масонства Королевской арки, марки и тамплиеров в южных провинциях «Современных» и помогал Хезелтайну и Престону в том, что он начал перемещать масонские ложи из постоялых дворов в собственные здания. Официальное отношение к Королевской арке оставалось антагонистическим.

### Объединение
Отношения между двумя великими ложами английского масонства испытали оттепель в 1790-х годах. Трудно не сопоставить это со смертью Дермотта в 1791 году и постепенное редактирование его глумления над ПВЛА в Ахиман Резоне, но другие факторы также способствовали сближению двух великих лож. Джон Мюррей, 4-й Герцог Атолл стал великим мастером «Древних», а Фрэнсис Раудон-Гастингс, граф Мойра стал исполняющим обязанности великого мастера «Современных» (Великим мастером был Принц Уэльский). Ни один из этих дворян не был доволен тем, что был простым лидером, и в 1799 году они были вынуждены действовать вместе с представителями Великой ложи Шотландии, чтобы не допустить, чтобы масонство было объявлено вне закона. Страх перед шпионами Наполеона побудил «Закон о незаконных обществах» запретить любую ассоциацию, связанную с тайными клятвами, а объединённые усилия трёх великих лож побудили правительство сделать конкретное исключение из нового закона для лож масонов.
Прогресс в направлении союза оставался медленным, пока «Современные» не сформировали «Ложу Промульгации» в 1809 году с целью вернуть свой ритуал в такой вид, чтоб он был схож с ритуалами «Древних» и великих лож Шотландии и Ирландии. Одна из их резолюций заключалась в том, что церемония инсталляции нового мастера ложи была частью ритуала «Древних». Затем они обязали своих деинсталлированных мастеров и мастеров лондонских лож пройти ритуал на трёх встречах в декабре 1810 года и в январе 1811 года. В 1811 году «Современные» официально заявили «Древним», что они решили вернуться к более древнему ритуалу, с чего и начался процесс окончательного объединения. В конце 1812 года граф Мойра ушёл в отставку, чтобы занять пост губернатора Индии, а герцог Сассекский стал великим мастером «Современных». 1 декабря 1813 года герцог Атолл подал в отставку с должности великого мастера «Древних». Герцог Кентский, старший брат герцога Сассекского уже объединил «Древних» и «Современных» в Канаде. Он просто объединил ложи «Современных» с ближайшим ложами «Древних». Другими словами, он упразднил канадских «Современных».
На празднике Св. Иоанна Евангелиста, 27 декабря 1813 года, две английские великие ложи собрались вместе, чтобы сформировать Объединённую великую ложу Англии, а герцог Сассекский стал её великим мастером.

## Структура и управление

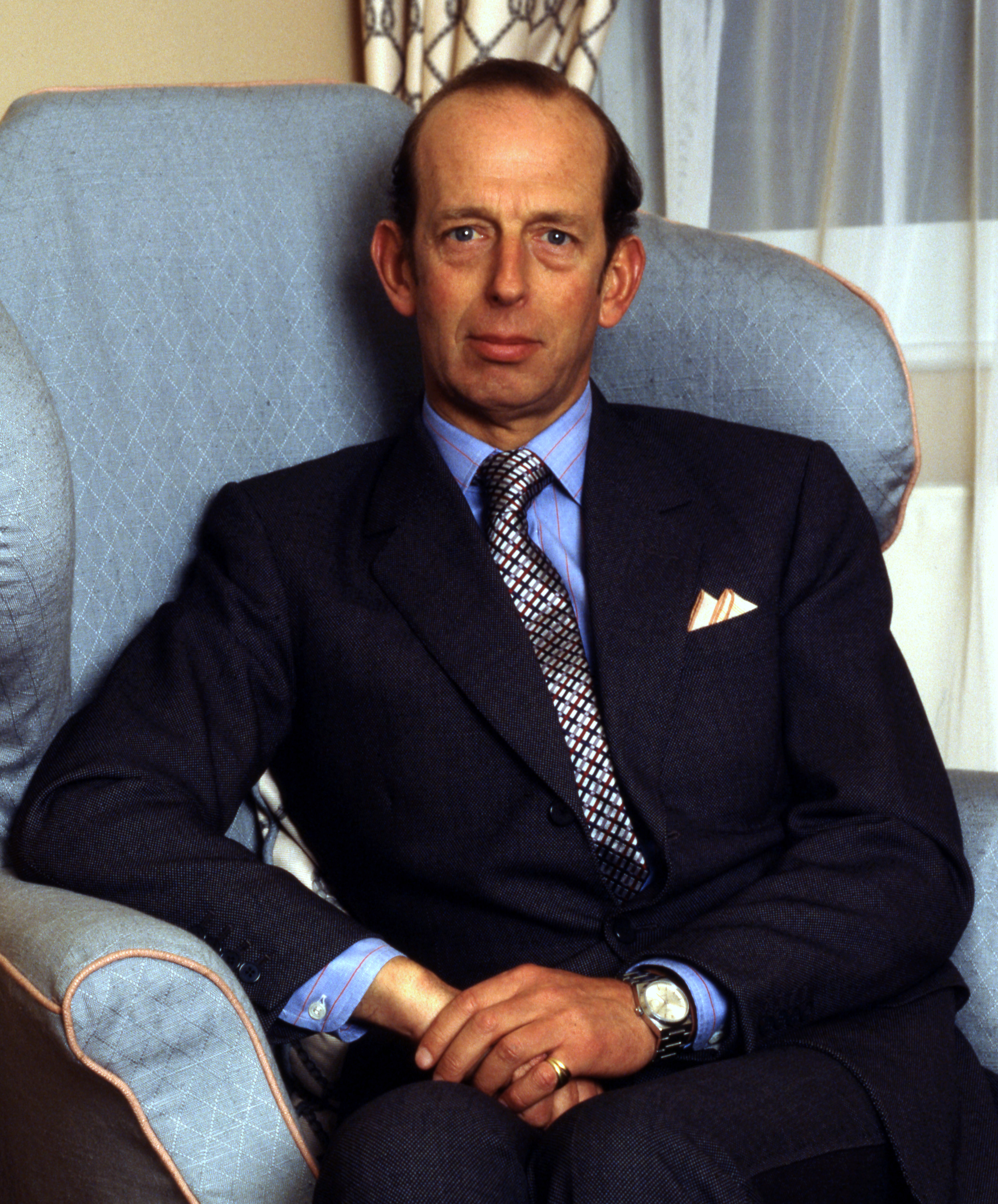
Великий мастер ОВЛА — Принц Эдвард, герцог Кентский

Сегодня ОВЛА организована как система подчинённых лож. В неё входят провинциальные великие ложи, объединяющие ложи в исторически сложившихся графствах Англии. Великая ложа со статусом провинциальной есть и в Лондоне. Зарубежные ложи под юрисдикцией ОВЛА объединены в великие ложи дистриктов ОВЛА. Существует также небольшое число лож не входящих в какое-либо структурное подразделение и управляемых непосредственно ОВЛА.
Великим мастером ОВЛА с 1967 года и по настоящее время является Принц Эдвард, герцог Кентский. В число основных руководителей входят про великий мастер, назначаемый великим мастером, заместитель, помощники великого мастера и великий секретарь ОВЛА.

## Великие мастера ОВЛА
1. Август Фредерик, герцог Сассекский (1813—1843)
2. Томас Дандас, 2-й граф Зетлендский (1844—1870)
3. Робинсон, Джордж Фредерик, 1-й маркиз Рипон (1870—1874)
4. Эдуард VII (1874—1901)
5. Артур, герцог Коннаутский (1901—1939)
6. Георг, герцог Кентский (1939—1942)
7. Генри Лескелс, 6-й граф Харвудский (1942—1947)
8. Эдвард Кавендиш, 10-й герцог Девонширский (1947—1950)
9. Роджер Ламли, 11-й граф Скарборо (1951—1967)
10. Эдвард, герцог Кентский (1967 —)

## Freemasons Hall
Главным храмом Объединённой великой ложи Англии является Freemasons Hall, который располагается на улице Грэт Куин в Лондоне. Там же проводят свои собрания многие масонские ложи ОВЛА.